# إليوشن إي أل-12
اليوشن ايل 12 (بالإنجليزية: IL-12)‏ هي نقل قصيرة إلي متوسطة المدى، ذات محركين، أنتجت في 1946 بالاتحاد السوفيتي. من صناعة إليوشن. كان أول طيران لها في 15 أغسطس 1945. صنع منها 663 طائرة.

## طرازات أخرى
- إليوشن إي أل-14